# Morti il 13 marzo

## VI secolo(2)
- 565 - Belisario, generale bizantino
- 600 - Leandro di Siviglia, vescovo e santo spagnolo (n. 534)

## IX secolo(1)
- 868 - Ansovino di Camerino, vescovo italiano

## X secolo(1)
- 993 - Odo I, nobile tedesco

## XII secolo(3)
- 1164 - Fujiwara no Tadamichi, poeta giapponese (n. 1097)
- 1181 - Simone III di Montfort, nobile e militare francese
- 1182 - Amaury V di Montfort, nobile e militare francese

## XIII secolo(5)
- 1202 - Miecislao III di Polonia, nobile polacco (n. 1121)
- 1208 - Pietro II, abate italiano
- 1211 - Umberto IV da Pirovano, cardinale italiano
- 1229 - Sancha del Portogallo, badessa portoghese (n. 1178)
- 1271 - Enrico di Cornovaglia, principe inglese (n. 1235)

## XIV secolo(4)
- 1332 - Teodoro Metochita, politico, scrittore e mecenate bizantino (n. 1270)
- 1367 - Galasso I Pio, condottiero italiano
- 1375 - Quṭb al-Dīn Shāh Maḥmūd, nobile persiano
- 1395 - John Barbour, poeta scozzese (n. 1320)

## XV secolo(3)
- 1447 - Shah Rukh, sovrano persiano (n. 1377)
- 1467 - Vettore Cappello, mercante, politico e militare italiano
- 1490 - Carlo I di Savoia, nobile (n. 1468)

## XVI secolo(15)
- 1505 - Gabriele di Battista, scultore e architetto italiano
- 1516 - Ladislao II di Boemia, re (n. 1456)
- 1528 - Vespasiano Colonna, condottiero italiano
- 1531 - Martino Bovollino, letterato, notaio e poeta svizzero
- 1538 - Diego Hoces, gesuita spagnolo
- 1541 - François Guillaume de Castelnau-Clermont-Ludève, cardinale e arcivescovo cattolico francese (n. 1480)
- 1555 - Agostino Landi, ambasciatore e politico italiano
- 1557 - Luigi di Borbone-Vendôme, cardinale e vescovo cattolico francese (n. 1493)
- 1559 - Johann Gropper, cardinale tedesco (n. 1503)
- 1567 - Jan van Marnix, nobile olandese
- 1569 - Luigi I di Borbone-Condé, generale francese (n. 1530)
- 1572 - Pietro Ettoreo, poeta e umanista croato (n. 1487)
- 1573 - Michel de l'Hôspital, scrittore e politico francese (n. 1505)
- 1583 - Martín Enríquez de Almansa
- 1597 - Marcantonio Colonna, cardinale e arcivescovo cattolico italiano (n. 1523)

## XVII secolo(18)
- 1601 - Mordecai Maisel, politico e filantropo ceco (n. 1528)
- 1604 - Arnaud d'Ossat, cardinale, diplomatico e vescovo cattolico francese (n. 1537)
- 1606 - Levin Hulsius, scrittore e editore tedesco
- 1611 - Luigi III di Löwenstein-Wertheim, conte (n. 1530)
- 1612 - Beltrán de la Cueva, politico spagnolo (n. 1551)
- 1619 - Richard Burbage, attore teatrale britannico (n. 1568)
- 1624 - Matteo Priuli, cardinale italiano (n. 1577)
- 1629 - Basilius Besler, farmacista e botanico tedesco (n. 1561)
- 1653 - Simon de Vlieger, pittore e incisore olandese
- 1663 - Hugo Eberhard Cratz von Scharfenstein, vescovo cattolico tedesco (n. 1595)
- 1663 - Edoardo del Palatinato-Simmern, nobile (n. 1625)
- 1664 - Ludovico Jacobilli, presbitero e storico italiano (n. 1598)
- 1672 - Giovanni Francesco Bellezia, politico italiano (n. 1602)
- 1674 - Giacomo Antonio Fancelli, scultore italiano (n. 1606)
- 1679 - Cristiana di Sassonia-Merseburg, principessa tedesca (n. 1659)
- 1682 - Dorotea Augusta di Holstein-Gottorp, nobile tedesca (n. 1602)
- 1692 - Augustine Reding, abate e teologo svizzero (n. 1625)
- 1693 - Johannes Fabritius, pittore olandese (n. 1636)

## XVIII secolo(30)
- 1704 - Giovanni Anastasi, pittore italiano (n. 1653)
- 1711 - Nicolas Boileau, poeta, scrittore e critico letterario francese (n. 1636)
- 1716 - Giovanni Antonio Andreoni, gesuita italiano (n. 1649)
- 1719 - Johann Friedrich Böttger, chimico, inventore e alchimista tedesco (n. 1682)
- 1720 - Kazimierz Jan Sapieha, nobile e ufficiale polacco (n. 1637)
- 1726 - Konstantin von Buttlar, abate tedesco (n. 1679)
- 1731 - Dorotea Federica di Brandeburgo-Ansbach, contessa (n. 1676)
- 1733 - Charlotte Aïssé, scrittrice francese (n. 1693)
- 1735 - Giuseppe Del Papa, medico italiano (n. 1648)
- 1735 - Sofia Edvige di Danimarca, principessa danese (n. 1677)
- 1740 - Michelangelo Tilli, medico e botanico italiano (n. 1655)
- 1746 - Charles-Gaspard-Guillaume de Vintimille du Luc, arcivescovo cattolico francese (n. 1655)
- 1748 - Antonio Bencini, compositore italiano
- 1751 - Pietro Castrucci, compositore e violinista italiano (n. 1679)
- 1753 - Antonio Saverio Gentili, cardinale italiano (n. 1681)
- 1755 - Antonio Chiusole, geografo italiano (n. 1679)
- 1762 - Daniele Dolfin, cardinale e patriarca cattolico italiano (n. 1688)
- 1763 - Okumura Masanobu, pittore e scrittore giapponese (n. 1686)
- 1767 - Maria Giuseppina di Sassonia, principessa tedesca (n. 1731)
- 1771 - Carlo Gonzaga, religioso italiano (n. 1692)
- 1773 - Philibert Commerson, naturalista francese (n. 1727)
- 1782 - Andrea Pasta, medico e letterato italiano (n. 1706)
- 1783 - Leopoldo Ernesto Firmian, cardinale e vescovo cattolico austriaco (n. 1708)
- 1783 - Alessandro Sappa de' Milanesi, poeta italiano (n. 1717)
- 1784 - Cosimo Amidei, giurista e filosofo italiano (n. 1722)
- 1789 - Aleksandr Nikolaevič Stroganov, politico russo (n. 1740)
- 1791 - Pierre-François-Xavier de Reboul de Lambert, vescovo cattolico francese (n. 1704)
- 1792 - Hamad bin Sa'id, sovrano omanita
- 1795 - Clementino Vannetti, scrittore e letterato italiano (n. 1754)
- 1799 - Béat Fidèle Antoine Jean Dominique de la Tour-Châtillon de Zurlauben, militare e storico svizzero (n. 1720)

## XIX secolo(103)
- 1804 - Adriano Preite, architetto italiano (n. 1724)
- 1806 - Gabriel-François Doyen, pittore francese (n. 1726)
- 1806 - Leopoldo Pollack, architetto italiano (n. 1751)
- 1808 - Cristiano VII di Danimarca, re (n. 1749)
- 1811 - Bernard Dubourdieu, ufficiale francese (n. 1773)
- 1812 - Vasilij Vasil'evič Dolgorukov, ufficiale russo (n. 1752)
- 1812 - Henry Paget, I conte di Uxbridge, nobile britannico (n. 1744)
- 1813 - Georg Adolf Suckow, fisico, chimico e naturalista tedesco (n. 1751)
- 1814 - Angelica Schuyler Church, statunitense (n. 1756)
- 1814 - Luigi Francesco Giuseppe di Borbone-Conti, principe francese (n. 1734)
- 1815 - Marsilio Landriani, chimico italiano (n. 1751)
- 1822 - Motoki Shōzaemon, linguista e traduttore giapponese (n. 1767)
- 1822 - Carlo Pellegrini, vescovo cattolico italiano (n. 1736)
- 1822 - Giuseppe Venita, patriota italiano (n. 1744)
- 1824 - Sophia Lee, drammaturga, educatrice e scrittrice inglese (n. 1750)
- 1824 - Maria Luisa di Borbone-Spagna, spagnola (n. 1782)
- 1825 - Joan Cornelis van der Hoop, politico olandese (n. 1742)
- 1828 - Gaetano Grano, latinista e letterato italiano (n. 1754)
- 1829 - Giuseppe Marocco, avvocato italiano (n. 1773)
- 1832 - Aleksander Orłowski, pittore, litografo e incisore polacco (n. 1777)
- 1833 - Ignazio V Cattan, patriarca cattolico libanese
- 1834 - Camillo Cattaneo della Volta, arcivescovo cattolico italiano (n. 1750)
- 1834 - Charles Philip Yorke, politico e ammiraglio britannico (n. 1764)
- 1835 - Annibale Giordano, matematico e rivoluzionario italiano (n. 1769)
- 1835 - William Marbury, giurista statunitense (n. 1762)
- 1835 - Domenico Moreni, presbitero e letterato italiano (n. 1763)
- 1836 - Adolf Stieler, cartografo tedesco (n. 1775)
- 1837 - Giacomo Asinari di Bernezzo, militare italiano (n. 1764)
- 1837 - Edmond de Favières, drammaturgo, librettista e politico francese (n. 1755)
- 1837 - Ferdinando Simonis, violinista e compositore italiano (n. 1773)
- 1838 - Poul Martin Møller, scrittore danese (n. 1794)
- 1842 - Henry Shrapnel, inventore e generale britannico (n. 1761)
- 1845 - John Frederic Daniell, chimico e meteorologo inglese (n. 1790)
- 1845 - Charles-Guillaume Étienne, politico francese (n. 1777)
- 1848 - Adriano Balbi, geografo e statistico italiano (n. 1782)
- 1850 - Juan Martín de Pueyrredón, militare e politico argentino (n. 1776)
- 1851 - Karl Lachmann, filologo classico tedesco (n. 1793)
- 1851 - François Victor Mérat de Vaumartoise, botanico, micologo e medico francese (n. 1780)
- 1854 - Luigi Pichler, incisore italiano (n. 1773)
- 1854 - Jean-Baptiste Guillaume Joseph, conte di Villèle, politico francese (n. 1773)
- 1854 - Zainal Rashid Al-Mu'adzam Shah I di Kedah, sultano malese (n. 1803)
- 1857 - William Pitt Amherst, diplomatico e politico britannico (n. 1773)
- 1858 - Felice Orsini, scrittore e rivoluzionario italiano (n. 1819)
- 1858 - Giovanni Andrea Pieri, patriota e militare italiano (n. 1808)
- 1859 - Vilhelm Pedersen, illustratore danese (n. 1820)
- 1860 - Guglielmo Andreoli, pianista e compositore italiano (n. 1835)
- 1863 - Girolamo Tornielli di Borgo Lavezzaro, politico italiano (n. 1790)
- 1864 - Domenico Lucciardi, cardinale italiano (n. 1796)
- 1864 - Ninco Nanco, brigante italiano (n. 1833)
- 1865 - Bartholomäus Lämmler, pittore svizzero (n. 1809)
- 1867 - Luisa Carolina d'Assia-Kassel, nobildonna (n. 1789)
- 1867 - Alessio Olivieri, direttore di banda e compositore italiano (n. 1830)
- 1868 - Herculine Barbin, francese (n. 1838)
- 1869 - Paolina Leopardi, scrittrice e traduttrice italiana (n. 1800)
- 1870 - Charles de Montalembert, nobile, politico e giornalista francese (n. 1810)
- 1870 - Thomas de Colmar, inventore e imprenditore francese (n. 1785)
- 1871 - Charles Hugo, scrittore e giornalista francese (n. 1826)
- 1872 - Antonio Piazza, giornalista, poeta e traduttore italiano (n. 1795)
- 1873 - Andreas Tunkler, ufficiale e ingegnere austriaco (n. 1820)
- 1874 - Isaac Jennings, medico statunitense (n. 1788)
- 1875 - Ana Ipătescu, rivoluzionaria rumena (n. 1805)
- 1876 - Vasilij Matveevič Babkin, navigatore e cartografo russo (n. 1813)
- 1876 - Joseph-Daniel Guigniaut, grecista francese (n. 1794)
- 1876 - Joseph von Führich, pittore austriaco (n. 1800)
- 1879 - Adolf Anderssen, scacchista tedesco (n. 1818)
- 1879 - Saverio Baldacchini, poeta, letterato e politico italiano (n. 1800)
- 1879 - Benedetto Riccabona de Reichenfels, vescovo cattolico italiano (n. 1807)
- 1880 - Gaspero Barbera, editore e tipografo italiano (n. 1818)
- 1880 - Thomas Bell, zoologo, chirurgo e scrittore britannico (n. 1792)
- 1880 - Henry Nelson O'Neil, pittore britannico (n. 1817)
- 1881 - Alessandro II di Russia, sovrano russo (n. 1818)
- 1881 - Ignatij Ioachimovič Grinevickij, rivoluzionario bielorusso (n. 1856)
- 1882 - Demetrio Camarda, presbitero italiano (n. 1821)
- 1883 - Adelbert von Keller, filologo e bibliotecario tedesco (n. 1812)
- 1884 - Kate Newell Doggett, botanica, traduttrice e socialite statunitense (n. 1827)
- 1884 - Aleksander Lesser, pittore, illustratore e critico d'arte polacco (n. 1814)
- 1884 - Giuseppe Massari, patriota, giornalista e politico italiano (n. 1821)
- 1885 - Titian Peale, artista, naturalista e entomologo statunitense (n. 1799)
- 1886 - Austin Flint, medico statunitense (n. 1812)
- 1887 - Jean-François Bettex, giudice e politico svizzero (n. 1816)
- 1888 - Faustino Cannas, politico italiano (n. 1802)
- 1889 - Enrico Tamberlik, tenore italiano (n. 1820)
- 1889 - Felice Varesi, baritono italiano (n. 1813)
- 1890 - François-Ferdinand Tagliabue, missionario e vescovo cattolico francese (n. 1822)
- 1891 - Théodore de Banville, poeta e scrittore francese (n. 1823)
- 1892 - Antonio Colomberti, attore teatrale e scrittore italiano (n. 1806)
- 1892 - Hermann Fol, zoologo svizzero (n. 1845)
- 1892 - Luigi IV d'Assia, sovrano (n. 1837)
- 1893 - Louis-Nicolas Cabat, pittore e incisore francese (n. 1812)
- 1893 - Giovanni Luscia, ingegnere e politico italiano (n. 1818)
- 1894 - John Inglis, funzionario britannico (n. 1820)
- 1895 - Louise Otto-Peters, scrittrice tedesca (n. 1819)
- 1895 - Girolamo Scutellari, politico italiano (n. 1821)
- 1896 - Giulio Dragonetti, storico e politico italiano (n. 1818)
- 1896 - Egidio Mauri, cardinale e arcivescovo cattolico italiano (n. 1828)
- 1897 - Tito Tonoli, organaro italiano (n. 1855)
- 1898 - Paolo Emilio Castagnola, poeta, storico della letteratura e critico letterario italiano (n. 1825)
- 1899 - Willie Wilde, scrittore e critico letterario irlandese (n. 1852)
- 1900 - Henri Didon, religioso e scrittore francese (n. 1840)
- 1900 - Silvio Dorigoni, patriota, alpinista e politico italiano (n. 1847)
- 1900 - Alois Düll, scultore e insegnante austriaco (n. 1843)
- 1900 - Catherine Wolfe Bruce, filantropa statunitense (n. 1816)
- 1900 - Karl von Huene, politico prussiano (n. 1837)

## XX secolo(284)
- 1901 - Pietro Costa, scultore italiano (n. 1849)
- 1901 - Benjamin Harrison, politico statunitense (n. 1833)
- 1901 - Fernand Pelloutier, sindacalista e anarchico francese (n. 1867)
- 1901 - Gennara di Braganza, principessa portoghese (n. 1822)
- 1902 - David S. Stanley, generale statunitense (n. 1828)
- 1903 - Nicolaas Beets, poeta e scrittore olandese (n. 1814)
- 1904 - Antonietta Cimolini, aviatrice e soprano italiana (n. 1878)
- 1904 - Michele Fazioli, politico italiano (n. 1819)
- 1904 - Joachim Joseph André Murat, politico e nobile francese (n. 1828)
- 1906 - Susan B. Anthony, saggista statunitense (n. 1820)
- 1906 - Joseph Monier, francese (n. 1823)
- 1907 - Fritz Scheel, direttore d'orchestra tedesco (n. 1852)
- 1908 - Carlo Lancerotto, calciatore e dirigente sportivo italiano
- 1911 - Percy Scawen Wyndham, politico e ufficiale inglese (n. 1835)
- 1911 - Giuseppe Sciuti, pittore italiano (n. 1834)
- 1913 - Félix Resurrección Hidalgo, pittore filippino (n. 1855)
- 1913 - Thomas Peter Krag, scrittore norvegese (n. 1868)
- 1914 - Maria Álvarez Tubau, attrice teatrale spagnola (n. 1854)
- 1914 - Filippo Bacciu, vescovo cattolico italiano (n. 1838)
- 1915 - Sergej Jul'evič Vitte, politico russo (n. 1849)
- 1916 - Ján Bahýľ, ingegnere, inventore e pioniere dell'aviazione slovacco (n. 1856)
- 1916 - Carlo Bazzi, militare italiano (n. 1883)
- 1917 - Luciano Del Gallo di Roccagiovine, politico italiano (n. 1853)
- 1917 - Gaetano Savini, artista, cartografo e storico italiano (n. 1850)
- 1918 - Silvio Canevazzi, ingegnere italiano (n. 1852)
- 1918 - Cezar' Antonovič Kjui, compositore, critico musicale e ingegnere militare russo (n. 1835)
- 1918 - Virginia Marini, attrice italiana (n. 1844)
- 1920 - Mary Devens, fotografa statunitense (n. 1857)
- 1920 - Charles Lapworth, geologo britannico (n. 1842)
- 1922 - Mario Scalesi, poeta e critico letterario italiano (n. 1892)
- 1924 - Josephine St. Pierre Ruffin, giornalista, editrice e attivista statunitense (n. 1842)
- 1925 - Maffeo Barberini Colonna di Sciarra, VIII principe di Carbognano, politico e imprenditore italiano (n. 1850)
- 1925 - Lucille Ricksen, attrice statunitense (n. 1910)
- 1926 - Shlomo Eliyashiv, rabbino e religioso lituano (n. 1841)
- 1927 - Carlo Gallini, avvocato e politico italiano (n. 1848)
- 1927 - Jean Le Bidois, calciatore francese
- 1927 - Vincenzo Ragusa, scultore italiano (n. 1841)
- 1928 - Giuseppe Costetti, drammaturgo italiano (n. 1834)
- 1928 - Walter George Raymond Hinchliffe, militare e aviatore britannico (n. 1884)
- 1928 - Franz Roubaud, pittore russo (n. 1856)
- 1929 - Henry Scott Tuke, pittore e fotografo britannico (n. 1858)
- 1930 - Corinto Corinti, architetto e ingegnere italiano (n. 1841)
- 1930 - George Coventry, IX conte di Coventry, politico inglese (n. 1838)
- 1930 - Alfred Dubois, velista francese (n. 1846)
- 1930 - Léon Metzler, calciatore lussemburghese (n. 1896)
- 1930 - Louis Monziès, pittore e incisore francese (n. 1849)
- 1930 - Karl Stuhlmüller, pittore tedesco (n. 1859)
- 1930 - Mary Eleanor Wilkins Freeman, scrittrice statunitense (n. 1852)
- 1932 - Luigi Bolis, patriota italiano (n. 1841)
- 1932 - Pascal D'Angelo, poeta italiano (n. 1894)
- 1933 - Robert Innes, astronomo sudafricano (n. 1861)
- 1934 - Angelo Consolini, violinista, violista e compositore italiano (n. 1859)
- 1934 - Giacomo Rolla, calciatore italiano (n. 1888)
- 1935 - Richard Mollier, fisico e ingegnere austriaco (n. 1863)
- 1936 - Gunnar Höjer, ginnasta svedese (n. 1875)
- 1937 - Odoardo Ferragni, paleografo e ornitologo italiano (n. 1850)
- 1937 - Elihu Thomson, ingegnere e inventore statunitense (n. 1853)
- 1938 - Nikolaj Ivanovič Bucharin, rivoluzionario e politico russo (n. 1888)
- 1938 - Clarence Darrow, avvocato statunitense (n. 1857)
- 1938 - Hatice Sultan, principessa ottomana (n. 1870)
- 1938 - Frederick George Jackson, esploratore britannico (n. 1860)
- 1938 - Teresa del Liechtenstein, principessa austriaca (n. 1850)
- 1938 - Carlo Dalmazio Minoretti, cardinale e arcivescovo cattolico italiano (n. 1861)
- 1939 - Lucien Lévy-Bruhl, filosofo, sociologo e antropologo francese (n. 1857)
- 1939 - Giacomo Ponzio, generale italiano (n. 1865)
- 1939 - Otto Rahn, storico tedesco (n. 1904)
- 1939 - James Usilton, allenatore di pallacanestro statunitense (n. 1885)
- 1940 - Paul Desjardins, insegnante e giornalista francese (n. 1859)
- 1940 - Gustav Frederik Holm, esploratore e ufficiale danese (n. 1849)
- 1940 - La Jana, danzatrice e attrice austriaca (n. 1905)
- 1940 - Kel Marubi, fotografo albanese (n. 1870)
- 1940 - Kenshi Nagai, militare e compositore giapponese (n. 1865)
- 1941 - Stuart Walker, regista e produttore cinematografico statunitense (n. 1888)
- 1942 - Guy Dollman, zoologo britannico (n. 1886)
- 1943 - Stephen Vincent Benét, poeta e scrittore statunitense (n. 1898)
- 1943 - J.P. Morgan Jr, banchiere e filantropo statunitense (n. 1867)
- 1943 - Hanna Resvoll-Holmsen, botanica e educatrice norvegese (n. 1873)
- 1943 - Edward Wennerholm, ginnasta svedese (n. 1890)
- 1944 - Antonio Carini, partigiano e antifascista italiano (n. 1902)
- 1944 - Italo Gastaldi, partigiano italiano (n. 1920)
- 1944 - Salvatore Micale, partigiano italiano (n. 1919)
- 1944 - Lev Šestakov, aviatore sovietico (n. 1915)
- 1945 - Ettore Barzini, agronomo italiano (n. 1911)
- 1945 - Pietro Fossati, ciclista su strada italiano (n. 1905)
- 1945 - Josef Hasenöhrl, canottiere austriaco (n. 1915)
- 1945 - Guus van Hecking Colenbrander, calciatore olandese (n. 1887)
- 1945 - Sinclair Hill, regista e sceneggiatore inglese (n. 1894)
- 1945 - Giacomo Prandina, ingegnere, militare e partigiano italiano (n. 1917)
- 1945 - Kazimierz Prószyński, inventore polacco (n. 1875)
- 1945 - Rudolf Wenninger, generale tedesco (n. 1890)
- 1945 - Andrew Wilson, allenatore di calcio e calciatore scozzese (n. 1879)
- 1946 - Mary P. Burrill, drammaturga statunitense (n. 1881)
- 1946 - Thomas Dunhill, compositore e sceneggiatore inglese (n. 1877)
- 1946 - Karl Haushofer, generale, politologo e geografo tedesco (n. 1869)
- 1947 - Bruno Meissner, assiriologo e archeologo tedesco (n. 1868)
- 1948 - Elena Vittoria di Schleswig-Holstein, principessa britannica (n. 1870)
- 1949 - Michele Valenti, politico italiano (n. 1894)
- 1951 - Fred Blackburn, calciatore inglese (n. 1878)
- 1951 - Enrico Cardile, scrittore, poeta e giornalista italiano (n. 1883)
- 1951 - Tamiki Hara, scrittore e poeta giapponese (n. 1905)
- 1952 - Giovanni Battista Nasalli Rocca di Corneliano, cardinale e arcivescovo cattolico italiano (n. 1872)
- 1952 - Johan Nygaardsvold, politico norvegese (n. 1879)
- 1952 - Olphert Stanfield, calciatore nordirlandese (n. 1869)
- 1953 - Enrico Brega, calciatore italiano (n. 1893)
- 1953 - Jan Stanisław Jankowski, politico polacco (n. 1882)
- 1953 - Leopold Kunschak, politico austriaco (n. 1871)
- 1953 - Johan Laidoner, generale estone (n. 1884)
- 1954 - Alfred Jeanroy, linguista e filologo francese (n. 1859)
- 1954 - Arthur Anselm Pearson, micologo britannico (n. 1874)
- 1955 - Tribhuvan del Nepal, re nepalese (n. 1906)
- 1956 - David Browning, tuffatore statunitense (n. 1931)
- 1956 - Giuseppe Gobetti, calciatore italiano (n. 1909)
- 1956 - Richard Schayer, sceneggiatore statunitense (n. 1880)
- 1957 - George Allison, giornalista e allenatore di calcio inglese (n. 1883)
- 1957 - Lena Ashwell, attrice e manager inglese (n. 1872)
- 1957 - Paul Bildt, attore tedesco (n. 1885)
- 1957 - Vasilij Akimovič Charlamov, politico russo (n. 1875)
- 1957 - José Antonio Echeverría, rivoluzionario cubano (n. 1932)
- 1957 - Ernst Nobs, politico svizzero (n. 1886)
- 1957 - Elena Vladimirovna Romanova, nobile russa (n. 1882)
- 1959 - Robert Forde, marinaio e esploratore irlandese (n. 1875)
- 1959 - Andrés Gaos, compositore e violinista spagnolo (n. 1874)
- 1959 - Engelbert Lagerwey, vescovo vetero-cattolico olandese (n. 1880)
- 1959 - Ricardo Levene, sociologo argentino (n. 1885)
- 1960 - Louis Wagner, pilota automobilistico, aviatore e calciatore francese (n. 1882)
- 1960 - Elisabetta Amalia d'Asburgo-Lorena, principessa austriaca (n. 1878)
- 1961 - Xhemal Aranitasi, generale albanese (n. 1886)
- 1961 - Ruth Fischer, politica e agente segreta tedesca (n. 1895)
- 1962 - Guido Faletra, politico e sindacalista italiano (n. 1920)
- 1962 - Franz Kaiser, astronomo tedesco (n. 1891)
- 1963 - Lamberto Caffarelli, compositore, filosofo e poeta italiano (n. 1880)
- 1963 - Renato Carli Ballola, giornalista e politico italiano (n. 1904)
- 1963 - George Nevinson, pallanuotista britannico (n. 1882)
- 1963 - Edvin Paulsen, ginnasta norvegese (n. 1889)
- 1964 - William Connor, ginnasta inglese (n. 1869)
- 1964 - Friedrich Lahrs, architetto e docente tedesco (n. 1880)
- 1964 - Giovanni Uberti, politico e giornalista italiano (n. 1888)
- 1965 - Luciano Di Castri, prefetto e politico italiano (n. 1882)
- 1965 - Giuseppe Domenichelli, ginnasta italiano (n. 1877)
- 1965 - Corrado Gini, statistico, economista e sociologo italiano (n. 1884)
- 1965 - Vittorio Jano, progettista italiano (n. 1891)
- 1965 - Fan Stilian Noli, politico, poeta e vescovo ortodosso albanese (n. 1882)
- 1965 - Domenico Romano, politico italiano (n. 1877)
- 1966 - Onofrio Martinelli, pittore italiano (n. 1900)
- 1967 - Vincenzo Del Signore, vescovo cattolico italiano (n. 1881)
- 1967 - Ahmed Sher Khan, hockeista su prato indiano (n. 1912)
- 1967 - Bob Kortman, attore statunitense (n. 1887)
- 1969 - Mercedes Capsir, soprano spagnolo (n. 1895)
- 1969 - Dick Eve, tuffatore australiano (n. 1901)
- 1969 - Rudolf Plemich, calciatore ungherese (n. 1901)
- 1970 - Gaspare Cataldo, commediografo, sceneggiatore e giornalista italiano (n. 1902)
- 1970 - Alec Clunes, attore e direttore teatrale inglese (n. 1912)
- 1970 - Maria Fioroni, archeologa e storica italiana (n. 1887)
- 1970 - Giuseppe Martinoli, botanico italiano (n. 1911)
- 1971 - Evasio Colli, arcivescovo cattolico italiano (n. 1883)
- 1971 - Rockwell Kent, pittore e illustratore statunitense (n. 1882)
- 1972 - Len Ford, giocatore di football americano e cestista statunitense (n. 1926)
- 1973 - Melville Cooper, attore britannico (n. 1896)
- 1973 - Stacy Harris, attore canadese (n. 1918)
- 1973 - Josef Schneider, calciatore e allenatore di calcio austriaco (n. 1901)
- 1974 - Giulio Bucciolini, giornalista, commediografo e scrittore italiano (n. 1887)
- 1974 - Werner Lorenz, generale tedesco (n. 1891)
- 1974 - Howard St. John, attore statunitense (n. 1905)
- 1974 - Frans de Vreng, pistard olandese (n. 1898)
- 1975 - Ivo Andrić, scrittore e diplomatico bosniaco (n. 1892)
- 1975 - Jean Del Val, attore francese (n. 1891)
- 1975 - Margarita Michajlovna Pilichina, regista sovietica (n. 1926)
- 1975 - Ruth Schaumann, scrittrice, poetessa e scultrice tedesca (n. 1899)
- 1976 - Giasimu'd-Din, poeta bangladese (n. 1903)
- 1976 - Walter Madoi, pittore e scultore italiano (n. 1925)
- 1976 - Max Tau, scrittore e editore tedesco (n. 1897)
- 1976 - Kosta Tomašević, calciatore jugoslavo (n. 1923)
- 1977 - Mario Ciamberlini, arbitro di calcio italiano (n. 1900)
- 1977 - Giacomino Costa, armatore, imprenditore e dirigente d'azienda italiano (n. 1905)
- 1977 - Jan Patočka, filosofo ceco (n. 1907)
- 1978 - John Cazale, attore statunitense (n. 1935)
- 1979 - Bartolo Cattafi, poeta e viaggiatore italiano (n. 1922)
- 1979 - Mahmoud Jafarian, politico iraniano (n. 1928)
- 1979 - Nader Jahanbani, generale e politico iraniano (n. 1928)
- 1979 - Georges Laloup, ciclista su strada belga (n. 1903)
- 1979 - Gerard Loncke, ciclista su strada e pistard belga (n. 1905)
- 1979 - Parviz Nikkhah, politico iraniano (n. 1939)
- 1980 - Lilian Ngoyi, attivista e politica sudafricana (n. 1911)
- 1980 - Herman Salmon, aviatore statunitense (n. 1913)
- 1980 - Harlan Warde, attore statunitense (n. 1917)
- 1981 - Celeste Di Porto, italiana (n. 1925)
- 1981 - Paolo Grassi, impresario teatrale, direttore teatrale e giornalista italiano (n. 1919)
- 1982 - Amedeo Albertini, architetto italiano (n. 1916)
- 1982 - William Fairhurst, scacchista e ingegnere britannico (n. 1903)
- 1982 - Clodo Feltri, politico italiano (n. 1896)
- 1982 - Marlise Ludwig, attrice teatrale e attrice cinematografica tedesca (n. 1886)
- 1982 - Ottavio Prosciutti, filologo classico italiano (n. 1908)
- 1983 - Louison Bobet, ciclista su strada francese (n. 1925)
- 1983 - Paul Citroen, pittore, fotografo e regista olandese (n. 1896)
- 1983 - Jack Lewis, cavaliere irlandese (n. 1902)
- 1983 - Jean Martinelli, attore francese (n. 1909)
- 1984 - Jorge Andrade, drammaturgo, sceneggiatore e autore televisivo brasiliano (n. 1922)
- 1984 - Luigi Figini, architetto italiano (n. 1903)
- 1984 - François Le Lionnais, ingegnere, matematico e scrittore francese (n. 1901)
- 1984 - Luis Lucia, regista e sceneggiatore spagnolo (n. 1914)
- 1984 - Aurelio Peccei, dirigente d'azienda, imprenditore e partigiano italiano (n. 1908)
- 1985 - Elmer Austin Benson, politico statunitense (n. 1895)
- 1985 - Sergio Cosmai, giurista italiano (n. 1949)
- 1985 - Hans Eckstein, pallanuotista tedesco (n. 1908)
- 1985 - Annette Hanshaw, cantante statunitense (n. 1901)
- 1986 - Domenico Albanese, politico italiano (n. 1916)
- 1986 - Azalea Cobelli, cestista italiana (n. 1927)
- 1986 - Eugen Gerstenmaier, teologo e politico tedesco (n. 1906)
- 1986 - George M. A. Hanfmann, archeologo statunitense (n. 1911)
- 1986 - Josef Kuchař, calciatore cecoslovacco (n. 1901)
- 1986 - Angelo Litrico, stilista italiano (n. 1927)
- 1987 - Bernhard Grzimek, veterinario, etologo e zoologo tedesco (n. 1909)
- 1987 - Gerald Moore, pianista inglese (n. 1899)
- 1988 - Patesko, calciatore brasiliano (n. 1910)
- 1988 - Mario Bergonzini, calciatore italiano (n. 1912)
- 1988 - Dino Bovoli, allenatore di calcio e calciatore italiano (n. 1914)
- 1988 - Olive Carey, attrice statunitense (n. 1896)
- 1988 - Battista Falchi, politico italiano (n. 1904)
- 1988 - Cees Groot, calciatore olandese (n. 1932)
- 1988 - John Holmes, attore pornografico statunitense (n. 1944)
- 1988 - Stig Kanger, filosofo e logico svedese (n. 1924)
- 1988 - Xavier Saint-Macary, attore francese (n. 1948)
- 1988 - Steno, regista, sceneggiatore e vignettista italiano (n. 1917)
- 1989 - Carl Dahlhaus, musicologo tedesco (n. 1928)
- 1989 - Jo Mommers, calciatore olandese (n. 1927)
- 1989 - Dino Villani, pubblicitario, pittore e grafico italiano (n. 1898)
- 1990 - Bruno Bettelheim, filosofo austriaco (n. 1903)
- 1990 - Hugh Cholmondeley, VI marchese di Cholmondeley, nobile inglese (n. 1919)
- 1990 - Albert De Cleyn, calciatore belga (n. 1917)
- 1990 - Helene Lauterböck, attrice austriaca (n. 1895)
- 1990 - Karl Münchinger, direttore d'orchestra tedesco (n. 1915)
- 1991 - Josef Manger, sollevatore tedesco (n. 1913)
- 1991 - Max Poll, ittiologo belga (n. 1908)
- 1991 - Gaetano Pollio, arcivescovo cattolico e missionario italiano (n. 1911)
- 1991 - Raffaello Arcangelo Salimbeni, scultore e pittore italiano (n. 1914)
- 1992 - Giuseppe Biscottini, giurista italiano (n. 1909)
- 1992 - Amerigo Clocchiatti, partigiano, politico e sindacalista italiano (n. 1911)
- 1992 - Irmã Dulce, religiosa brasiliana (n. 1914)
- 1992 - Franco Ferracuti, criminologo, psicologo e psichiatra forense italiano (n. 1927)
- 1992 - Erika Groth-Schmachtenberger, fotografa tedesca (n. 1906)
- 1992 - Osvaldo Reig, biologo e paleontologo argentino (n. 1929)
- 1992 - Marcella Valeri, attrice italiana (n. 1919)
- 1993 - Rocky Dijon, percussionista ghanese (n. 1932)
- 1993 - José Gómez Abad, pittore spagnolo (n. 1904)
- 1993 - Gene Hartley, pilota automobilistico statunitense (n. 1926)
- 1993 - Gaetano Kanizsa, psicologo e pittore italiano (n. 1913)
- 1993 - Jean Tamini, calciatore svizzero (n. 1919)
- 1994 - Raffaele Di Primio, politico italiano (n. 1918)
- 1994 - Makala, calciatore spagnolo (n. 1921)
- 1994 - Fritzi Löwy, nuotatrice austriaca (n. 1910)
- 1994 - Sam Ranzino, cestista statunitense (n. 1928)
- 1994 - Ilona Sztankó, cestista ungherese
- 1994 - Silvano Zorzi, ingegnere italiano (n. 1921)
- 1995 - Aldo Cigheri, pittore, grafico e illustratore italiano (n. 1909)
- 1995 - Leon Day, giocatore di baseball statunitense (n. 1916)
- 1995 - Franciszek Gajowniczek, militare polacco (n. 1901)
- 1995 - Odette Hallowes, ufficiale e agente segreto francese (n. 1912)
- 1995 - Paul Kipkoech, mezzofondista e maratoneta keniota (n. 1963)
- 1995 - Meyer Jerison, matematico statunitense (n. 1922)
- 1995 - Amerigo Penzo, cestista e allenatore di pallacanestro italiano (n. 1910)
- 1996 - Lucio Fulci, regista, sceneggiatore e attore italiano (n. 1927)
- 1996 - Sándor Gellér, calciatore ungherese (n. 1925)
- 1996 - Krzysztof Kieślowski, regista, sceneggiatore e scrittore polacco (n. 1941)
- 1996 - Weston La Barre, antropologo statunitense (n. 1911)
- 1996 - Ottorino Momoli, politico italiano (n. 1903)
- 1997 - Ronald Fraser, attore britannico (n. 1930)
- 1998 - Giuseppe Calabrese, imprenditore e inventore italiano (n. 1913)
- 1998 - Claudio Gora, attore e regista italiano (n. 1913)
- 1998 - Hans von Ohain, ingegnere aeronautico tedesco (n. 1911)
- 1998 - Bill Reid, artista canadese (n. 1920)
- 1998 - Abdelmalek Sayad, sociologo e filosofo algerino (n. 1933)
- 1998 - Paulin, cantante italiano (n. 1935)
- 1998 - Peter Sillett, calciatore inglese (n. 1933)
- 1998 - Kōshō Uchiyama, monaco buddhista giapponese (n. 1912)
- 1999 - Emmy Bridgwater, artista, pittrice e poetessa britannica (n. 1906)
- 1999 - Giordano Damiani, cestista italiano (n. 1930)
- 1999 - Lee Falk, fumettista statunitense (n. 1911)
- 1999 - Bob Hollway, allenatore di football americano statunitense (n. 1926)
- 1999 - Garson Kanin, sceneggiatore e regista statunitense (n. 1912)
- 1999 - Bidu Sayão, soprano brasiliano (n. 1902)
- 2000 - Michele Cordaro, storico dell'arte, critico d'arte e saggista italiano (n. 1943)
- 2000 - Rex Everhart, attore e doppiatore statunitense (n. 1920)
- 2000 - Cesare Peverelli, pittore italiano (n. 1922)
- 2000 - Carlo Tagnin, calciatore e allenatore di calcio italiano (n. 1932)

## XXI secolo(152)
- 2001 - John A. Alonzo, direttore della fotografia e regista statunitense (n. 1934)
- 2001 - Encarnación Alzona, storica e docente filippina (n. 1895)
- 2001 - Walter Dukes, cestista statunitense (n. 1930)
- 2002 - Ivano Blason, calciatore italiano (n. 1923)
- 2002 - Raffaele Ciriello, fotoreporter e blogger italiano (n. 1959)
- 2002 - Hans-Georg Gadamer, filosofo tedesco (n. 1900)
- 2002 - Italo Lana, filologo classico e latinista italiano (n. 1921)
- 2002 - Bayliss Levrett, pilota automobilistico statunitense (n. 1914)
- 2002 - Michaël Milon, karateka e maestro di karate francese (n. 1972)
- 2003 - Ingo Buding, tennista tedesco (n. 1942)
- 2003 - Niels Bjørn Larsen, ballerino, direttore artistico e mimo danese (n. 1913)
- 2003 - Roberto Murolo, cantautore, chitarrista e attore italiano (n. 1912)
- 2003 - Gus Yatron, politico statunitense (n. 1927)
- 2004 - Guttorm Berge, sciatore alpino norvegese (n. 1929)
- 2004 - Harold Goldsmith, schermidore statunitense (n. 1930)
- 2004 - Giovanni Gramondo, politico italiano (n. 1931)
- 2004 - Franz König, cardinale e arcivescovo cattolico austriaco (n. 1905)
- 2004 - Thomas Adeoye Lambo, psichiatra nigeriano (n. 1923)
- 2004 - Blessing Makunike, calciatore zimbabwese (n. 1977)
- 2005 - Jason Evers, attore statunitense (n. 1922)
- 2005 - Giorgio Lago, giornalista italiano (n. 1937)
- 2005 - Fernando Ronchetti, pittore italiano (n. 1923)
- 2006 - Giuseppe Coniglio, poeta italiano (n. 1922)
- 2006 - Massimo Della Pergola, giornalista italiano (n. 1912)
- 2006 - Arne Dørumsgaard, musicista, compositore e cantante norvegese (n. 1921)
- 2006 - Bato Govedarica, cestista statunitense (n. 1928)
- 2006 - Jimmy Johnstone, calciatore scozzese (n. 1944)
- 2006 - Franco Morpurgo, attivista italiano (n. 1943)
- 2006 - Maureen Stapleton, attrice statunitense (n. 1925)
- 2007 - Ana Casares, attrice polacca (n. 1930)
- 2007 - Francesco Madonia, mafioso italiano (n. 1924)
- 2007 - John McHardy Sinclair, linguista e lessicografo britannico (n. 1933)
- 2007 - Jeff Musso, regista francese (n. 1907)
- 2007 - Arnold Skaaland, wrestler statunitense (n. 1925)
- 2008 - Franco Borsi, storico dell'architettura italiano (n. 1925)
- 2008 - Elizaveta Grigor'evna Gilel's, violinista e insegnante sovietica (n. 1919)
- 2008 - Isa Pizzoni, scultrice italiana (n. 1921)
- 2009 - Dominique Aveline, attore pornografico francese (n. 1940)
- 2009 - Betsy Blair, attrice statunitense (n. 1923)
- 2009 - Anne Brown, soprano statunitense (n. 1912)
- 2009 - Bill Davidson, imprenditore e dirigente sportivo statunitense (n. 1922)
- 2009 - Olindo Del Donno, politico e presbitero italiano (n. 1912)
- 2009 - James Purdy, scrittore statunitense (n. 1914)
- 2009 - Test, wrestler canadese (n. 1975)
- 2010 - Mario Boldi, calciatore italiano (n. 1924)
- 2010 - Giuseppe Bufardeci, politico italiano (n. 1927)
- 2010 - Jean Ferrat, cantautore, paroliere e musicista francese (n. 1930)
- 2010 - Momčilo Gavrić, allenatore di calcio, calciatore e giocatore di football americano jugoslavo (n. 1938)
- 2010 - He Pingping, italiana (n. 1988)
- 2010 - Édouard Kargu, calciatore francese (n. 1925)
- 2010 - Renée Longarini, pianista, attrice e conduttrice televisiva italiana (n. 1931)
- 2011 - David Rumelhart, psicologo statunitense (n. 1942)
- 2011 - Vitalij Jakovlevič Vul'f, storico e traduttore russo (n. 1930)
- 2012 - Julius Depaoli, pallanuotista austriaco (n. 1923)
- 2012 - Michel Duchaussoy, attore francese (n. 1938)
- 2012 - Jock Hobbs, rugbista a 15, dirigente d'azienda e dirigente sportivo neozelandese (n. 1960)
- 2012 - Frank Jordan, nuotatore e pallanuotista australiano (n. 1932)
- 2012 - Hans Ludvig Martensen, vescovo cattolico danese (n. 1927)
- 2012 - Teresa Pàmies, scrittrice e giornalista spagnola (n. 1919)
- 2012 - Jacques Villiers, ingegnere francese (n. 1924)
- 2013 - Rosemarie Fendel, attrice e doppiatrice tedesca (n. 1927)
- 2013 - Władysław Stachurski, allenatore di calcio e calciatore polacco (n. 1945)
- 2013 - Tish Murtha, fotografa inglese (n. 1956)
- 2014 - Reubin Askew, politico statunitense (n. 1928)
- 2014 - Silvio Boni, ciclista su strada italiano (n. 1942)
- 2014 - Angelo Colombo, calciatore italiano (n. 1935)
- 2014 - Ferdinando Donati, allenatore di calcio e calciatore italiano (n. 1949)
- 2014 - Ahmad Tejan Kabbah, politico sierraleonese (n. 1932)
- 2014 - Sean Leary, alpinista e base jumper statunitense (n. 1975)
- 2014 - Icchokas Meras, scrittore e sceneggiatore lituano (n. 1934)
- 2014 - Petar Miloševski, calciatore macedone (n. 1973)
- 2015 - Daevid Allen, chitarrista, cantante e compositore australiano (n. 1938)
- 2015 - Zofia Kielan-Jaworowska, paleontologa polacca (n. 1925)
- 2015 - Ismaïla Manga, artista senegalese (n. 1957)
- 2015 - Giuseppe Righetti, politico italiano (n. 1926)
- 2015 - Klaus Ulonska, velocista e dirigente sportivo tedesco (n. 1942)
- 2015 - Maria Vicol, schermitrice rumena (n. 1935)
- 2016 - Ken Broderick, hockeista su ghiaccio canadese (n. 1942)
- 2016 - Luca Cafiero, attivista e politico italiano (n. 1936)
- 2016 - Adrienne Corri, attrice e saggista scozzese (n. 1931)
- 2016 - Hilary Putnam, filosofo e matematico statunitense (n. 1926)
- 2016 - Martin Olav Sabo, politico statunitense (n. 1938)
- 2016 - Bruce Tuckman, psicologo statunitense (n. 1938)
- 2016 - Edgar de Picciotto, banchiere e imprenditore libanese (n. 1929)
- 2017 - Giuseppe De Lutiis, sociologo e storico italiano (n. 1941)
- 2017 - Tommy LiPuma, produttore discografico statunitense (n. 1936)
- 2017 - Hiroto Muraoka, calciatore giapponese (n. 1931)
- 2017 - Patrick Nève, pilota di Formula 1 belga (n. 1949)
- 2017 - Luigi Pascale, ingegnere aeronautico e imprenditore italiano (n. 1923)
- 2017 - Eamon Casey, vescovo cattolico irlandese (n. 1927)
- 2017 - Riccardo II di Sayn-Wittgenstein-Berleburg, nobile tedesco (n. 1934)
- 2017 - Ed Whitlock, maratoneta canadese (n. 1931)
- 2017 - Kika de la Garza, politico statunitense (n. 1927)
- 2018 - Ivano Beggio, imprenditore italiano (n. 1944)
- 2018 - Roberto Bignoli, cantautore italiano (n. 1956)
- 2018 - Riccardo Bisogniero, generale italiano (n. 1923)
- 2018 - Enrico Ciacci, chitarrista e compositore italiano (n. 1942)
- 2018 - Philip J. Davis, matematico statunitense (n. 1923)
- 2018 - Paulo Roberto de Freitas, pallavolista, allenatore di pallavolo e dirigente sportivo brasiliano (n. 1950)
- 2018 - Leonid Aleksandrovič Kvinichidze, regista sovietico (n. 1937)
- 2018 - Ken Mulhearn, calciatore inglese (n. 1945)
- 2018 - Carlo Nangeroni, pittore e scenografo statunitense (n. 1922)
- 2018 - Luigi Necco, giornalista, telecronista sportivo e scrittore italiano (n. 1934)
- 2018 - Jens Nilsson, politico svedese (n. 1948)
- 2018 - J.L. Parks, cestista statunitense (n. 1927)
- 2018 - Henry Williams, cestista statunitense (n. 1970)
- 2019 - Frank Calì, mafioso statunitense (n. 1965)
- 2019 - Renato Cipollini, calciatore e dirigente sportivo italiano (n. 1945)
- 2019 - Andrea Pollack, nuotatrice tedesca (n. 1961)
- 2019 - Renato Spagnoli, artista italiano (n. 1928)
- 2020 - Cassio Morosetti, fumettista italiano (n. 1922)
- 2020 - Nasser Shabani, generale iraniano (n. 1957)
- 2020 - Maria Francesca Tiepolo, archivista italiana (n. 1925)
- 2020 - Dana Zátopková, giavellottista cecoslovacca (n. 1922)
- 2021 - Raoul Casadei, musicista e compositore italiano (n. 1937)
- 2021 - Francesco Formenti, politico italiano (n. 1947)
- 2021 - Giovanni Gastel, fotografo, scrittore e poeta italiano (n. 1955)
- 2021 - Marvin Hagler, pugile e attore statunitense (n. 1954)
- 2021 - Sha Hopson, cestista statunitense (n. 1971)
- 2021 - Roger Maes, pallavolista belga (n. 1943)
- 2021 - Kiyoko Ono, ginnasta giapponese (n. 1936)
- 2021 - Luis Ramos, calciatore uruguaiano (n. 1939)
- 2021 - Murray Walker, giornalista e telecronista sportivo britannico (n. 1923)
- 2022 - Mino Bellei, attore, regista e commediografo italiano (n. 1936)
- 2022 - Erhard Busek, politico austriaco (n. 1941)
- 2022 - Andreina De Clementi, storica italiana (n. 1940)
- 2022 - Vic Elford, pilota automobilistico britannico (n. 1935)
- 2022 - Armando Ginesi, critico d'arte italiano (n. 1938)
- 2022 - Maureen Howard, scrittrice statunitense (n. 1930)
- 2022 - William Hurt, attore statunitense (n. 1950)
- 2022 - Maks Levin, fotografo ucraino (n. 1981)
- 2022 - Svetlana Panjutina, biatleta russa (n. 1967)
- 2022 - Brent Renaud, giornalista, fotoreporter e regista statunitense (n. 1971)
- 2022 - Stepan Tarabalka, militare e aviatore ucraino (n. 1993)
- 2022 - Sandra Warner, attrice, modella e cantante statunitense (n. 1934)
- 2022 - Əjdər İsmayılov, filologo, politico e insegnante azero (n. 1938)
- 2023 - Antonio Cantudo, calciatore spagnolo (n. 1951)
- 2023 - Jim Gordon, batterista statunitense (n. 1945)
- 2023 - Mario Masini, direttore della fotografia italiano (n. 1939)
- 2023 - Patricia Schroeder, politica e avvocata statunitense (n. 1940)
- 2023 - Ernst Tugendhat, filosofo tedesco (n. 1930)
- 2023 - Barbro Westerholm, politica e medico svedese (n. 1933)
- 2023 - Marco Zavattini, sceneggiatore e autore televisivo italiano (n. 1934)
- 2024 - Stefan Abadžiev, calciatore bulgaro (n. 1934)
- 2024 - Marcello Gandini, designer italiano (n. 1938)
- 2024 - Philippe de Gaulle, ammiraglio e politico francese (n. 1921)
- 2024 - Neofito, monaco cristiano e arcivescovo ortodosso bulgaro (n. 1945)
- 2024 - Aribert Reimann, pianista e compositore tedesco (n. 1936)
- 2025 - Agostino De Romanis, pittore italiano (n. 1947)
- 2025 - Raúl Grijalva, politico statunitense (n. 1948)
- 2025 - Sofija Asgatovna Gubajdulina, musicista e compositrice russa (n. 1931)
- 2025 - Pierluigi Sangalli, fumettista e disegnatore italiano (n. 1938)

## Senza anno specificato(2)
- Gebre Menfes Kidus, monaco cristiano egiziano
- Richard Weston, I conte di Portland, politico britannico (n. 1577)